# 土居一豊
土居 一豊（どい かずとよ、1936年 <昭和11年> 1月18日 - ）は、日本の政治家。民主党所属。愛媛県議会議員、同副議長 (65代)、同議長 (74代) を歴任。旭日中綬章受章。

## 来歴
1967年の愛媛県議会議員選挙で初当選。1981年3月から 翌年3月まで第65代副議長、1986年3月から翌年4月まで第74代議長を務めた。1999年愛媛県議会議員選挙では松山市選挙区 (定数14) で惜しくも15位落選。2003年愛媛県議会議員選挙では同選挙区 (定数14) で11位再選。2007年愛媛県議会議員選挙では同市・上浮穴郡選挙区 (定数16) で14位当選。合計9期務めた。在任中の功績として「国道197号の拡幅改良」を退任後に述懐した。

## 栄典
2016年11月 平成28年秋の叙勲で旭日中綬章を受章